# Karl Hirsch (Kirchenhistoriker)
Karl Hirsch (* 2. November 1863 in Eggern; † 9. März 1938 in Wien) war ein österreichischer römisch-katholischer Priester und Kirchenhistoriker.

## Leben
Nach der Priesterweihe 1886 und der Promotion zum Dr. theol. 1899  studierte er von 1899 bis 1902 an der Universität Wien Geschichte. Nach der Promotion zum Dr. phil. 1902 war er 1902/1903 Supplent an der Katholisch-Theologischen Fakultät der Universität Wien. Er wurde 1904 Privatdozent für allgemeine Kirchengeschichte und deren Hilfswissenschaft. 1909 wurde er als außerordentlicher Professor Nachfolger Sebastian Haidachers nach Salzburg berufen. 1912 wurde er ordentlicher Professor. 1930 trat er in den Ruhestand.

## Schriften (Auswahl)
- Die Ausbildung der konziliaren Theorie im XIV. Jahrhundert. Wien 1903, OCLC 804222376.